# Tapinoma
Tapinoma – rodzaj mrówek z podrodziny Dolichoderinae. Obejmuje 62 gatunki.

## Gatunki
- Tapinoma acuminatum Forel, 1907
- Tapinoma amazone Wheeler, 1934
- Tapinoma ambiguum Emery, 1925
- Tapinoma andamanense Forel, 1903
- Tapinoma annandalei (Wheeler, 1928)
- Tapinoma antarcticum Forel, 1904
- Tapinoma arnoldi Forel, 1913
- Tapinoma atriceps Emery, 1888
- Tapinoma carininotum Weber, 1943
- Tapinoma chiaromontei Menozzi, 1930
- Tapinoma christophi Emery, 1925
- Tapinoma danitschi Forel, 1915
- Tapinoma demissum Bolton, 1995
- Tapinoma emeryanum Kuznetsov-Ugamsky, 1927
- Tapinoma epinotale Karavaiev, 1935
- Tapinoma erraticum (Latreille, 1798) Koczowniczka czarna
- Tapinoma flavidum Andre, 1892
- Tapinoma fragile Smith, 1876
- Tapinoma funiculare Santschi, 1928
- Tapinoma geei Wheeler, 1927
- Tapinoma gibbosum Stitz, 1933
- Tapinoma glaucum (Viehmeyer, 1916)
- Tapinoma heyeri Forel, 1902
- Tapinoma indicum Forel, 1895
- Tapinoma israele Forel, 1904
- Tapinoma karavaievi Emery, 1925
- Tapinoma kinburni Karavaiev, 1937
- Tapinoma litorale Wheeler, 1905
- Tapinoma luffae (Kurian, 1955)
- Tapinoma lugubre Santschi, 1917
- Tapinoma luridum Emery, 1908
- Tapinoma luteum (Emery, 1895)
- Tapinoma melanocephalum (Fabricius, 1793)
- Tapinoma menozzii Donisthorpe, 1936
- Tapinoma minimum Mayr, 1895
- Tapinoma minor Bernard, 1945
- Tapinoma minutissimum Emery, 1891
- Tapinoma minutum Mayr, 1862
- Tapinoma modestum Santschi, 1932
- Tapinoma muelleri Karavaiev, 1926
- Tapinoma opacum Wheeler & Mann, 1914
- Tapinoma orthocephalum Stitz, 1934
- Tapinoma pallipes Smith, 1876
- Tapinoma panamense Wheeler, 1934
- Tapinoma philippinense Donisthorpe, 1942
- Tapinoma pomone Donisthorpe, 1947
- Tapinoma pygmaeum Dufour, 1857
- Tapinoma ramulorum Emery, 1896
- Tapinoma rasenum Smith & Lavigne, 1973
- Tapinoma rectinotum Wheeler, 1927
- Tapinoma rottnestense Wheeler, 1934
- Tapinoma schultzei (Forel, 1910)
- Tapinoma sessile (Say, 1836)
- Tapinoma silvestrii Wheeler, 1928
- Tapinoma simrothi Krausse, 1911
- Tapinoma sinense Emery, 1925
- Tapinoma subtile Santschi, 1911
- Tapinoma troche Wilson, 1985
- Tapinoma vexatum Santschi, 1919
- Tapinoma wheeleri (Mann, 1935)
- Tapinoma williamsi (Wheeler, 1935)
- Tapinoma wroughtonii Forel, 1904